# Dermoptera
Los dermópteros (Dermoptera), que también reciben el nombre de colugos, son un orden de mamíferos placentarios con solo dos especies actuales pertenecientes a la única familia del orden, Cynocephalidae.
Aunque en ocasiones se les llama "lémures voladores", los dermópteros no son primates. Según estudios del ADN de estos animales realizados en la Universidad de Texas, Estados Unidos, han revelado que los primates y los dermópteros tuvieron un antepasado común hace unos 80 millones de años, durante el Cretácico.
Son animales arborícolas que poseen una membrana cutánea o patagio que une las extremidades con el cuerpo. Comen frutos y hojas.

## Características
Los colugos son mamíferos nocturnos que viven en los árboles.

### Aspecto y anatomía
Alcanzan una longitud de 35 a 40 cm (14 a 16 in) y pesan de 1 a 2 kg (2,2 a 4,4 lb). Tienen extremidades delanteras y traseras largas y delgadas, una cola de longitud media y una constitución relativamente ligera. La cabeza es pequeña, con ojos grandes, enfocados hacia delante para una excelente visión binocular, y orejas pequeñas y redondeadas.
El pelaje del colugo, en gran parte de color corteza, presenta marcas variables con manchas blancas, marrones y negras sobre un fondo entre gris y marrón. Las extremidades anteriores y posteriores tienen aproximadamente la misma longitud y son muy largas y delgadas. Las garras de los dedos son largas y fuertes, el pulgar corto no se puede contrastar con los otros dedos. La cabeza puntiaguda parecida a la de un galgo fue la responsable del nombre científico del reciente género (Cynocephalus = «cabeza de perro»). Los grandes ojos tienen aproximadamente el mismo tamaño que las orejas, relativamente pequeñas.
Los dientes incisivos de los colugos son muy característicos; tienen forma de peine con hasta 20 púas en cada diente. Los incisivos son análogos en aspecto y función al conjunto incisivo de los estrepsirrinos, que se utiliza para acicalarse. Los segundos incisivos superiores tienen dos raíces, otra característica única entre los mamíferos. La fórmula dental de los colugos es: 2.1.2.3 3.1.2.3

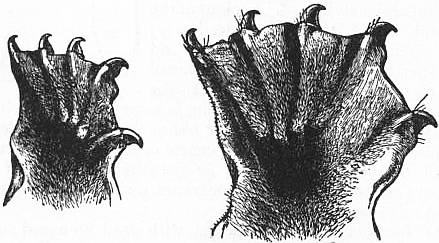
Pies del colugo filipino.

### Anatomía de los tejidos blandos
El estómago del colugo es alargado y tiene forma de bolsa y tiene divertículos adicionales en la zona trasera. Puede digerir grandes cantidades de alimentos vegetales con bastante rapidez y pasarlos al intestino delgado posterior, relativamente corto. Para aprovechar al máximo la celulosa difícil de digerir, loscolugos han desarrollado un apéndice largo (ciego) y la zona anterior del intestino grueso está equipada con sacos adicionales. Estos albergan microorganismos que hacen utilizables las piezas que son difíciles de digerir. En total, los intestinos de los animales miden hasta nueve metros de largo, es decir, aproximadamente nueve veces más que los propios animales (longitud cabeza-torso).
Las hembras tienen un útero de dos partes, el llamado útero dúplex. Los testículos de los hombres generalmente se encuentran fuera de la cavidad abdominal en el escroto , pero también pueden estar incrustados en la región de la ingle.
Los músculos de las extremidades son muy fuertes, ya que diversas acciones relacionadas con el deslizamiento, incluido el estiramiento de la piel del vuelo, requieren mucha fuerza. Los extensores predominan sobre los flexores. Los flexores se adhieren al hueso muy lejos de las articulaciones; Esta favorable disposición ahorra energía y permite que todo el cuerpo quede cubierto por la membrana de vuelo.

### Movimiento
Los colugos son buenos planeadores, y pueden desplazarse hasta 70 m (230 pies) de un árbol a otro sin perder mucha altitud, con un registro de un colugo malayo (Galeopterus variegatus) que ha viajado unos 150 m (490 pies) en un planeo.
De todos los mamíferos planeadores, los colugos son los que tienen la adaptación más perfeccionada para el vuelo. Tienen una gran membrana de piel que se extiende entre sus extremidades pares y les da la capacidad de planear distancias significativas entre los árboles. Esta membrana, o patagio, se extiende desde los omóplatos hasta las patas delanteras, desde la punta de los dedos traseros hasta la punta de los dedos de los pies y desde las patas traseras hasta la punta de la cola.  Por ello, se consideraba que los colugos eran parientes cercanos de los murciélagos. Hoy en día, debido a los datos genéticos, se les considera más emparentados con los primates.

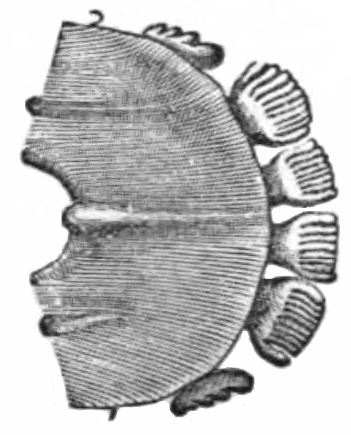
Mandíbula inferior de un Galeopterus

Los colugos son trepadores inexpertos; carecen de pulgares oponibles. Suben a los árboles dando lentos saltos, agarrándose a la corteza con sus pequeñas y afiladas garras. Pasan la mayor parte del día descansando. Por la noche, los colugos pasan la mayor parte del tiempo en los árboles buscando comida, planeando para encontrar otro árbol o para encontrar posibles parejas y proteger su territorio.

### Comportamiento y dieta
Los colugos son animales tímidos, nocturnos y solitarios que viven en los bosques tropicales del sudeste asiático. Por lo tanto, se sabe muy poco sobre su comportamiento. Son herbívoros y se alimentan de hojas, brotes, flores, savia y frutos. Tienen estómagos bien desarrollados y largos intestinos capaces de extraer nutrientes de las hojas y otros materiales fibrosos.
Los colugos han evolucionado hasta convertirse en una especie nocturna, junto con la capacidad de ver con destreza durante la noche.

### Ciclo vital
Aunque son mamíferos placentarios, los colugos crían de forma similar a los marsupiales. Los colugos recién nacidos están poco desarrollados y sólo pesan 35 g.. Pasan los seis primeros meses de vida pegados al vientre de su madre. La madre enrosca la cola y pliega el patagio en una cuasi bolsa cálida y segura para proteger y transportar a sus crías. Las crías no alcanzan la madurez hasta los dos o tres años de edad. En cautividad viven hasta 15 años, pero se desconoce su esperanza de vida en libertad.

## Estatus en cuanto a estado de conservación
Ambas especies están amenazadas por la destrucción de su hábitat, y el lémur volador filipino fue clasificado en su día por la UICN como vulnerable. En 1996, la UICN declaró vulnerable a la especie debido a la destrucción de los bosques de las tierras bajas y a la caza. [cita requerida] En 2008 pasó a la categoría de preocupación menor [cita requerida], pero sigue sufriendo las mismas amenazas. Además de la continua tala de su hábitat de selva tropical, se caza por su carne y su piel. También es una de las presas favoritas del águila filipina (Pithecophaga jefferyi), gravemente amenazada; algunos estudios sugieren que los colugos representan el 90% de la dieta del águila [cita requerida]

## Taxonomía

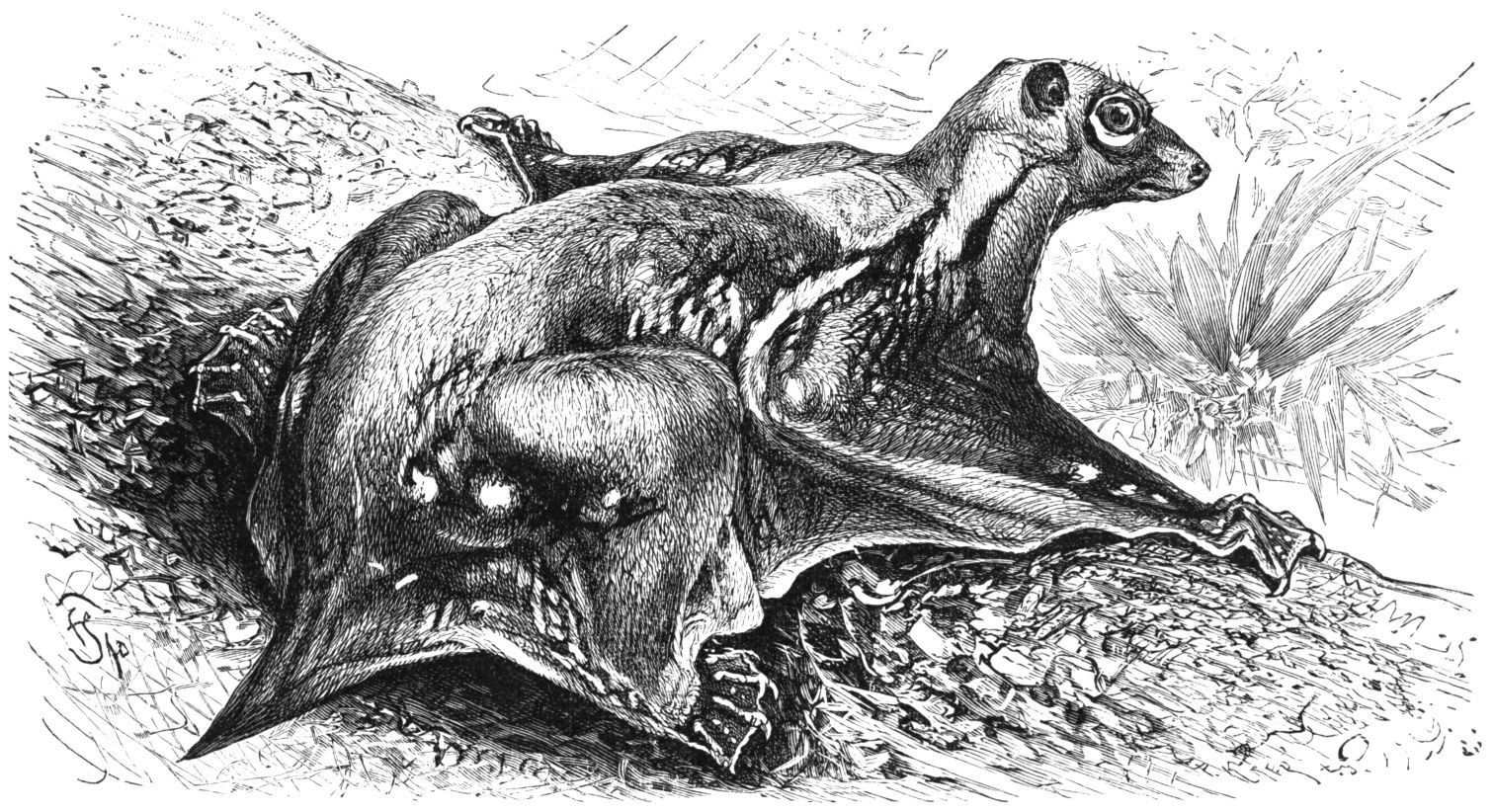
Dibujo de un colugo.

Los dermópteros poseen un abundante registro fósil desde finales del Paleoceno, prueba de un pasado floreciente, pero en la actualidad sobreviven solo dos especies de la familia Cynocephalidae:
- Familia Cyriacotheriidae†

Género Cyriacotherium† (considerado a veces un pantodonto).
Género Thylacaelurus†
- Familia Plagiomenidae†

?Género Eudaemonema†
?Género Elpidophorus†
Género Planetetherium†
Género Worlandia†
Género Ellesmene†
Género Plagiomene†
Género Tarkadectes†
Género Tarka†
- Familia Mixodectidae†

Género Dracontolestes†
Género Mixodectes†
- Familia Cynocephalidae

Género Dermotherium†
Género Cynocephalus
Cynocephalus volans - Filipinas
Género Galeopterus
Galeopterus variegatus - Sudeste Asiático e Indonesia.

## Filogenia
A continuación se muestra la filogenia de los dermópteros con otros euarchontoglires, hay que destacar que el grupo actual más cercano filogenéticamente a los primates son los dermópteros que es tal que algunos autores han intentado incluirlos como un suborden de primates pero los estudios genéticos indican que las diferencias son mayores como para considerarlos órdenes aparte. 
|             | †Arctostylopida                                         |
|             |                                                         |
|             | †Anagaloidea                                            |
|             |                                                         |
| Gliriformes | \| \| Lagomorpha \| \| \| \| \| \| Rodentia \| \| \| \| |
|             | \| \| Lagomorpha \| \| \| \| \| \| Rodentia \| \| \| \| |
|             | Lagomorpha                                              |
|             |                                                         |
|             | Rodentia                                                |
|             |                                                         |

|  | Lagomorpha |
|  |            |
|  | Rodentia   |
|  |            |

|  | Dermoptera                                                     |
|  |                                                                |
|  | \| \| Primates \| \| \| \| \| \| †Plesiadapiformes \| \| \| \| |
|  |                                                                |
|  | Primates                                                       |
|  |                                                                |
|  | †Plesiadapiformes                                              |
|  |                                                                |

|  | Primates          |
|  |                   |
|  | †Plesiadapiformes |
|  |                   |

|  | Dermoptera                                                     |
|  |                                                                |
|  | \| \| Primates \| \| \| \| \| \| †Plesiadapiformes \| \| \| \| |
|  |                                                                |
|  | Primates                                                       |
|  |                                                                |
|  | †Plesiadapiformes                                              |
|  |                                                                |

|  | Primates          |
|  |                   |
|  | †Plesiadapiformes |
|  |                   |

|             | †Arctostylopida                                         |
|             |                                                         |
|             | †Anagaloidea                                            |
|             |                                                         |
| Gliriformes | \| \| Lagomorpha \| \| \| \| \| \| Rodentia \| \| \| \| |
|             | \| \| Lagomorpha \| \| \| \| \| \| Rodentia \| \| \| \| |
|             | Lagomorpha                                              |
|             |                                                         |
|             | Rodentia                                                |
|             |                                                         |

|  | Lagomorpha |
|  |            |
|  | Rodentia   |
|  |            |

|  | Dermoptera                                                     |
|  |                                                                |
|  | \| \| Primates \| \| \| \| \| \| †Plesiadapiformes \| \| \| \| |
|  |                                                                |
|  | Primates                                                       |
|  |                                                                |
|  | †Plesiadapiformes                                              |
|  |                                                                |

|  | Primates          |
|  |                   |
|  | †Plesiadapiformes |
|  |                   |

|  | Dermoptera                                                     |
|  |                                                                |
|  | \| \| Primates \| \| \| \| \| \| †Plesiadapiformes \| \| \| \| |
|  |                                                                |
|  | Primates                                                       |
|  |                                                                |
|  | †Plesiadapiformes                                              |
|  |                                                                |

|  | Primates          |
|  |                   |
|  | †Plesiadapiformes |
|  |                   |

Los primeros dermópteros no se diferenciaban mucho de los plesiadapiformes, siendo insectívoros arborícolas trepadores al igual que ellos, los mixodéctidos probablemente ni siquiera tuviesen patagio ni eran planeadores, por lo cual la única razón por la que se incluye en Dermoptera es la posible presencia de dentadura de cepillo entre la dentición típica de insectívoro similar a los plesiadapiformes previamente hablado, además de que no se incluyó a los mixodéctidos dentro de Plesiadapiformes. El origen de los mixodéctidos (y de Dermoptera) es cerca o antes de 66 millones de años.Los dermópteros surgieron dentro de los plesiadapiformes, posiblemente como hermanos de los purgatóridos.
|                                | Eudaemonema †                                                      |
|                                |                                                                    |
| Cynocephaloidea/Apo-Dermoptera | \| \| Plagiomenidae † \| \| \| \| \| \| Cynocephalidae \| \| \| \| |
|                                | \| \| Plagiomenidae † \| \| \| \| \| \| Cynocephalidae \| \| \| \| |
|                                | Plagiomenidae †                                                    |
|                                |                                                                    |
|                                | Cynocephalidae                                                     |
|                                |                                                                    |

|  | Plagiomenidae † |
|  |                 |
|  | Cynocephalidae  |
|  |                 |

|                                | Eudaemonema †                                                      |
|                                |                                                                    |
| Cynocephaloidea/Apo-Dermoptera | \| \| Plagiomenidae † \| \| \| \| \| \| Cynocephalidae \| \| \| \| |
|                                | \| \| Plagiomenidae † \| \| \| \| \| \| Cynocephalidae \| \| \| \| |
|                                | Plagiomenidae †                                                    |
|                                |                                                                    |
|                                | Cynocephalidae                                                     |
|                                |                                                                    |

|  | Plagiomenidae † |
|  |                 |
|  | Cynocephalidae  |
|  |                 |

|                                | Eudaemonema †                                                      |
|                                |                                                                    |
| Cynocephaloidea/Apo-Dermoptera | \| \| Plagiomenidae † \| \| \| \| \| \| Cynocephalidae \| \| \| \| |
|                                | \| \| Plagiomenidae † \| \| \| \| \| \| Cynocephalidae \| \| \| \| |
|                                | Plagiomenidae †                                                    |
|                                |                                                                    |
|                                | Cynocephalidae                                                     |
|                                |                                                                    |

|  | Plagiomenidae † |
|  |                 |
|  | Cynocephalidae  |
|  |                 |

|                                | Eudaemonema †                                                      |
|                                |                                                                    |
| Cynocephaloidea/Apo-Dermoptera | \| \| Plagiomenidae † \| \| \| \| \| \| Cynocephalidae \| \| \| \| |
|                                | \| \| Plagiomenidae † \| \| \| \| \| \| Cynocephalidae \| \| \| \| |
|                                | Plagiomenidae †                                                    |
|                                |                                                                    |
|                                | Cynocephalidae                                                     |
|                                |                                                                    |

|  | Plagiomenidae † |
|  |                 |
|  | Cynocephalidae  |
|  |                 |

|  | Palenochtha minor †              |
|  |                                  |
|  | Plesiadapiformes sensu stricto † |
|  |                                  |

|  | Palenochtha weissae †                                                                |
|  |                                                                                      |
|  | \| \| Toliapinidae † \| \| \| \| \| \| Primates sensu stricto/Euprimates \| \| \| \| |
|  |                                                                                      |
|  | Toliapinidae †                                                                       |
|  |                                                                                      |
|  | Primates sensu stricto/Euprimates                                                    |
|  |                                                                                      |

|  | Toliapinidae †                    |
|  |                                   |
|  | Primates sensu stricto/Euprimates |
|  |                                   |

|  | Palenochtha minor †              |
|  |                                  |
|  | Plesiadapiformes sensu stricto † |
|  |                                  |

|  | Palenochtha weissae †                                                                |
|  |                                                                                      |
|  | \| \| Toliapinidae † \| \| \| \| \| \| Primates sensu stricto/Euprimates \| \| \| \| |
|  |                                                                                      |
|  | Toliapinidae †                                                                       |
|  |                                                                                      |
|  | Primates sensu stricto/Euprimates                                                    |
|  |                                                                                      |

|  | Toliapinidae †                    |
|  |                                   |
|  | Primates sensu stricto/Euprimates |
|  |                                   |

|                                | Eudaemonema †                                                      |
|                                |                                                                    |
| Cynocephaloidea/Apo-Dermoptera | \| \| Plagiomenidae † \| \| \| \| \| \| Cynocephalidae \| \| \| \| |
|                                | \| \| Plagiomenidae † \| \| \| \| \| \| Cynocephalidae \| \| \| \| |
|                                | Plagiomenidae †                                                    |
|                                |                                                                    |
|                                | Cynocephalidae                                                     |
|                                |                                                                    |

|  | Plagiomenidae † |
|  |                 |
|  | Cynocephalidae  |
|  |                 |

|                                | Eudaemonema †                                                      |
|                                |                                                                    |
| Cynocephaloidea/Apo-Dermoptera | \| \| Plagiomenidae † \| \| \| \| \| \| Cynocephalidae \| \| \| \| |
|                                | \| \| Plagiomenidae † \| \| \| \| \| \| Cynocephalidae \| \| \| \| |
|                                | Plagiomenidae †                                                    |
|                                |                                                                    |
|                                | Cynocephalidae                                                     |
|                                |                                                                    |

|  | Plagiomenidae † |
|  |                 |
|  | Cynocephalidae  |
|  |                 |

|                                | Eudaemonema †                                                      |
|                                |                                                                    |
| Cynocephaloidea/Apo-Dermoptera | \| \| Plagiomenidae † \| \| \| \| \| \| Cynocephalidae \| \| \| \| |
|                                | \| \| Plagiomenidae † \| \| \| \| \| \| Cynocephalidae \| \| \| \| |
|                                | Plagiomenidae †                                                    |
|                                |                                                                    |
|                                | Cynocephalidae                                                     |
|                                |                                                                    |

|  | Plagiomenidae † |
|  |                 |
|  | Cynocephalidae  |
|  |                 |

|                                | Eudaemonema †                                                      |
|                                |                                                                    |
| Cynocephaloidea/Apo-Dermoptera | \| \| Plagiomenidae † \| \| \| \| \| \| Cynocephalidae \| \| \| \| |
|                                | \| \| Plagiomenidae † \| \| \| \| \| \| Cynocephalidae \| \| \| \| |
|                                | Plagiomenidae †                                                    |
|                                |                                                                    |
|                                | Cynocephalidae                                                     |
|                                |                                                                    |

|  | Plagiomenidae † |
|  |                 |
|  | Cynocephalidae  |
|  |                 |

|  | Palenochtha minor †              |
|  |                                  |
|  | Plesiadapiformes sensu stricto † |
|  |                                  |

|  | Palenochtha weissae †                                                                |
|  |                                                                                      |
|  | \| \| Toliapinidae † \| \| \| \| \| \| Primates sensu stricto/Euprimates \| \| \| \| |
|  |                                                                                      |
|  | Toliapinidae †                                                                       |
|  |                                                                                      |
|  | Primates sensu stricto/Euprimates                                                    |
|  |                                                                                      |

|  | Toliapinidae †                    |
|  |                                   |
|  | Primates sensu stricto/Euprimates |
|  |                                   |

|  | Palenochtha minor †              |
|  |                                  |
|  | Plesiadapiformes sensu stricto † |
|  |                                  |

|  | Palenochtha weissae †                                                                |
|  |                                                                                      |
|  | \| \| Toliapinidae † \| \| \| \| \| \| Primates sensu stricto/Euprimates \| \| \| \| |
|  |                                                                                      |
|  | Toliapinidae †                                                                       |
|  |                                                                                      |
|  | Primates sensu stricto/Euprimates                                                    |
|  |                                                                                      |

|  | Toliapinidae †                    |
|  |                                   |
|  | Primates sensu stricto/Euprimates |
|  |                                   |

|                                | Eudaemonema †                                                      |
|                                |                                                                    |
| Cynocephaloidea/Apo-Dermoptera | \| \| Plagiomenidae † \| \| \| \| \| \| Cynocephalidae \| \| \| \| |
|                                | \| \| Plagiomenidae † \| \| \| \| \| \| Cynocephalidae \| \| \| \| |
|                                | Plagiomenidae †                                                    |
|                                |                                                                    |
|                                | Cynocephalidae                                                     |
|                                |                                                                    |

|  | Plagiomenidae † |
|  |                 |
|  | Cynocephalidae  |
|  |                 |

|                                | Eudaemonema †                                                      |
|                                |                                                                    |
| Cynocephaloidea/Apo-Dermoptera | \| \| Plagiomenidae † \| \| \| \| \| \| Cynocephalidae \| \| \| \| |
|                                | \| \| Plagiomenidae † \| \| \| \| \| \| Cynocephalidae \| \| \| \| |
|                                | Plagiomenidae †                                                    |
|                                |                                                                    |
|                                | Cynocephalidae                                                     |
|                                |                                                                    |

|  | Plagiomenidae † |
|  |                 |
|  | Cynocephalidae  |
|  |                 |

|                                | Eudaemonema †                                                      |
|                                |                                                                    |
| Cynocephaloidea/Apo-Dermoptera | \| \| Plagiomenidae † \| \| \| \| \| \| Cynocephalidae \| \| \| \| |
|                                | \| \| Plagiomenidae † \| \| \| \| \| \| Cynocephalidae \| \| \| \| |
|                                | Plagiomenidae †                                                    |
|                                |                                                                    |
|                                | Cynocephalidae                                                     |
|                                |                                                                    |

|  | Plagiomenidae † |
|  |                 |
|  | Cynocephalidae  |
|  |                 |

|                                | Eudaemonema †                                                      |
|                                |                                                                    |
| Cynocephaloidea/Apo-Dermoptera | \| \| Plagiomenidae † \| \| \| \| \| \| Cynocephalidae \| \| \| \| |
|                                | \| \| Plagiomenidae † \| \| \| \| \| \| Cynocephalidae \| \| \| \| |
|                                | Plagiomenidae †                                                    |
|                                |                                                                    |
|                                | Cynocephalidae                                                     |
|                                |                                                                    |

|  | Plagiomenidae † |
|  |                 |
|  | Cynocephalidae  |
|  |                 |

|  | Palenochtha minor †              |
|  |                                  |
|  | Plesiadapiformes sensu stricto † |
|  |                                  |

|  | Palenochtha weissae †                                                                |
|  |                                                                                      |
|  | \| \| Toliapinidae † \| \| \| \| \| \| Primates sensu stricto/Euprimates \| \| \| \| |
|  |                                                                                      |
|  | Toliapinidae †                                                                       |
|  |                                                                                      |
|  | Primates sensu stricto/Euprimates                                                    |
|  |                                                                                      |

|  | Toliapinidae †                    |
|  |                                   |
|  | Primates sensu stricto/Euprimates |
|  |                                   |

|  | Palenochtha minor †              |
|  |                                  |
|  | Plesiadapiformes sensu stricto † |
|  |                                  |

|  | Palenochtha weissae †                                                                |
|  |                                                                                      |
|  | \| \| Toliapinidae † \| \| \| \| \| \| Primates sensu stricto/Euprimates \| \| \| \| |
|  |                                                                                      |
|  | Toliapinidae †                                                                       |
|  |                                                                                      |
|  | Primates sensu stricto/Euprimates                                                    |
|  |                                                                                      |

|  | Toliapinidae †                    |
|  |                                   |
|  | Primates sensu stricto/Euprimates |
|  |                                   |

|                                | Eudaemonema †                                                      |
|                                |                                                                    |
| Cynocephaloidea/Apo-Dermoptera | \| \| Plagiomenidae † \| \| \| \| \| \| Cynocephalidae \| \| \| \| |
|                                | \| \| Plagiomenidae † \| \| \| \| \| \| Cynocephalidae \| \| \| \| |
|                                | Plagiomenidae †                                                    |
|                                |                                                                    |
|                                | Cynocephalidae                                                     |
|                                |                                                                    |

|  | Plagiomenidae † |
|  |                 |
|  | Cynocephalidae  |
|  |                 |

|                                | Eudaemonema †                                                      |
|                                |                                                                    |
| Cynocephaloidea/Apo-Dermoptera | \| \| Plagiomenidae † \| \| \| \| \| \| Cynocephalidae \| \| \| \| |
|                                | \| \| Plagiomenidae † \| \| \| \| \| \| Cynocephalidae \| \| \| \| |
|                                | Plagiomenidae †                                                    |
|                                |                                                                    |
|                                | Cynocephalidae                                                     |
|                                |                                                                    |

|  | Plagiomenidae † |
|  |                 |
|  | Cynocephalidae  |
|  |                 |

|                                | Eudaemonema †                                                      |
|                                |                                                                    |
| Cynocephaloidea/Apo-Dermoptera | \| \| Plagiomenidae † \| \| \| \| \| \| Cynocephalidae \| \| \| \| |
|                                | \| \| Plagiomenidae † \| \| \| \| \| \| Cynocephalidae \| \| \| \| |
|                                | Plagiomenidae †                                                    |
|                                |                                                                    |
|                                | Cynocephalidae                                                     |
|                                |                                                                    |

|  | Plagiomenidae † |
|  |                 |
|  | Cynocephalidae  |
|  |                 |

|                                | Eudaemonema †                                                      |
|                                |                                                                    |
| Cynocephaloidea/Apo-Dermoptera | \| \| Plagiomenidae † \| \| \| \| \| \| Cynocephalidae \| \| \| \| |
|                                | \| \| Plagiomenidae † \| \| \| \| \| \| Cynocephalidae \| \| \| \| |
|                                | Plagiomenidae †                                                    |
|                                |                                                                    |
|                                | Cynocephalidae                                                     |
|                                |                                                                    |

|  | Plagiomenidae † |
|  |                 |
|  | Cynocephalidae  |
|  |                 |

|  | Palenochtha minor †              |
|  |                                  |
|  | Plesiadapiformes sensu stricto † |
|  |                                  |

|  | Palenochtha weissae †                                                                |
|  |                                                                                      |
|  | \| \| Toliapinidae † \| \| \| \| \| \| Primates sensu stricto/Euprimates \| \| \| \| |
|  |                                                                                      |
|  | Toliapinidae †                                                                       |
|  |                                                                                      |
|  | Primates sensu stricto/Euprimates                                                    |
|  |                                                                                      |

|  | Toliapinidae †                    |
|  |                                   |
|  | Primates sensu stricto/Euprimates |
|  |                                   |

|  | Palenochtha minor †              |
|  |                                  |
|  | Plesiadapiformes sensu stricto † |
|  |                                  |

|  | Palenochtha weissae †                                                                |
|  |                                                                                      |
|  | \| \| Toliapinidae † \| \| \| \| \| \| Primates sensu stricto/Euprimates \| \| \| \| |
|  |                                                                                      |
|  | Toliapinidae †                                                                       |
|  |                                                                                      |
|  | Primates sensu stricto/Euprimates                                                    |
|  |                                                                                      |

|  | Toliapinidae †                    |
|  |                                   |
|  | Primates sensu stricto/Euprimates |
|  |                                   |

|                                | Eudaemonema †                                                      |
|                                |                                                                    |
| Cynocephaloidea/Apo-Dermoptera | \| \| Plagiomenidae † \| \| \| \| \| \| Cynocephalidae \| \| \| \| |
|                                | \| \| Plagiomenidae † \| \| \| \| \| \| Cynocephalidae \| \| \| \| |
|                                | Plagiomenidae †                                                    |
|                                |                                                                    |
|                                | Cynocephalidae                                                     |
|                                |                                                                    |

|  | Plagiomenidae † |
|  |                 |
|  | Cynocephalidae  |
|  |                 |

|                                | Eudaemonema †                                                      |
|                                |                                                                    |
| Cynocephaloidea/Apo-Dermoptera | \| \| Plagiomenidae † \| \| \| \| \| \| Cynocephalidae \| \| \| \| |
|                                | \| \| Plagiomenidae † \| \| \| \| \| \| Cynocephalidae \| \| \| \| |
|                                | Plagiomenidae †                                                    |
|                                |                                                                    |
|                                | Cynocephalidae                                                     |
|                                |                                                                    |

|  | Plagiomenidae † |
|  |                 |
|  | Cynocephalidae  |
|  |                 |

|                                | Eudaemonema †                                                      |
|                                |                                                                    |
| Cynocephaloidea/Apo-Dermoptera | \| \| Plagiomenidae † \| \| \| \| \| \| Cynocephalidae \| \| \| \| |
|                                | \| \| Plagiomenidae † \| \| \| \| \| \| Cynocephalidae \| \| \| \| |
|                                | Plagiomenidae †                                                    |
|                                |                                                                    |
|                                | Cynocephalidae                                                     |
|                                |                                                                    |

|  | Plagiomenidae † |
|  |                 |
|  | Cynocephalidae  |
|  |                 |

|                                | Eudaemonema †                                                      |
|                                |                                                                    |
| Cynocephaloidea/Apo-Dermoptera | \| \| Plagiomenidae † \| \| \| \| \| \| Cynocephalidae \| \| \| \| |
|                                | \| \| Plagiomenidae † \| \| \| \| \| \| Cynocephalidae \| \| \| \| |
|                                | Plagiomenidae †                                                    |
|                                |                                                                    |
|                                | Cynocephalidae                                                     |
|                                |                                                                    |

|  | Plagiomenidae † |
|  |                 |
|  | Cynocephalidae  |
|  |                 |

|  | Palenochtha minor †              |
|  |                                  |
|  | Plesiadapiformes sensu stricto † |
|  |                                  |

|  | Palenochtha weissae †                                                                |
|  |                                                                                      |
|  | \| \| Toliapinidae † \| \| \| \| \| \| Primates sensu stricto/Euprimates \| \| \| \| |
|  |                                                                                      |
|  | Toliapinidae †                                                                       |
|  |                                                                                      |
|  | Primates sensu stricto/Euprimates                                                    |
|  |                                                                                      |

|  | Toliapinidae †                    |
|  |                                   |
|  | Primates sensu stricto/Euprimates |
|  |                                   |

|  | Palenochtha minor †              |
|  |                                  |
|  | Plesiadapiformes sensu stricto † |
|  |                                  |

|  | Palenochtha weissae †                                                                |
|  |                                                                                      |
|  | \| \| Toliapinidae † \| \| \| \| \| \| Primates sensu stricto/Euprimates \| \| \| \| |
|  |                                                                                      |
|  | Toliapinidae †                                                                       |
|  |                                                                                      |
|  | Primates sensu stricto/Euprimates                                                    |
|  |                                                                                      |

|  | Toliapinidae †                    |
|  |                                   |
|  | Primates sensu stricto/Euprimates |
|  |                                   |

|                                | Eudaemonema †                                                      |
|                                |                                                                    |
| Cynocephaloidea/Apo-Dermoptera | \| \| Plagiomenidae † \| \| \| \| \| \| Cynocephalidae \| \| \| \| |
|                                | \| \| Plagiomenidae † \| \| \| \| \| \| Cynocephalidae \| \| \| \| |
|                                | Plagiomenidae †                                                    |
|                                |                                                                    |
|                                | Cynocephalidae                                                     |
|                                |                                                                    |

|  | Plagiomenidae † |
|  |                 |
|  | Cynocephalidae  |
|  |                 |

|                                | Eudaemonema †                                                      |
|                                |                                                                    |
| Cynocephaloidea/Apo-Dermoptera | \| \| Plagiomenidae † \| \| \| \| \| \| Cynocephalidae \| \| \| \| |
|                                | \| \| Plagiomenidae † \| \| \| \| \| \| Cynocephalidae \| \| \| \| |
|                                | Plagiomenidae †                                                    |
|                                |                                                                    |
|                                | Cynocephalidae                                                     |
|                                |                                                                    |

|  | Plagiomenidae † |
|  |                 |
|  | Cynocephalidae  |
|  |                 |

|                                | Eudaemonema †                                                      |
|                                |                                                                    |
| Cynocephaloidea/Apo-Dermoptera | \| \| Plagiomenidae † \| \| \| \| \| \| Cynocephalidae \| \| \| \| |
|                                | \| \| Plagiomenidae † \| \| \| \| \| \| Cynocephalidae \| \| \| \| |
|                                | Plagiomenidae †                                                    |
|                                |                                                                    |
|                                | Cynocephalidae                                                     |
|                                |                                                                    |

|  | Plagiomenidae † |
|  |                 |
|  | Cynocephalidae  |
|  |                 |

|                                | Eudaemonema †                                                      |
|                                |                                                                    |
| Cynocephaloidea/Apo-Dermoptera | \| \| Plagiomenidae † \| \| \| \| \| \| Cynocephalidae \| \| \| \| |
|                                | \| \| Plagiomenidae † \| \| \| \| \| \| Cynocephalidae \| \| \| \| |
|                                | Plagiomenidae †                                                    |
|                                |                                                                    |
|                                | Cynocephalidae                                                     |
|                                |                                                                    |

|  | Plagiomenidae † |
|  |                 |
|  | Cynocephalidae  |
|  |                 |

|  | Palenochtha minor †              |
|  |                                  |
|  | Plesiadapiformes sensu stricto † |
|  |                                  |

|  | Palenochtha weissae †                                                                |
|  |                                                                                      |
|  | \| \| Toliapinidae † \| \| \| \| \| \| Primates sensu stricto/Euprimates \| \| \| \| |
|  |                                                                                      |
|  | Toliapinidae †                                                                       |
|  |                                                                                      |
|  | Primates sensu stricto/Euprimates                                                    |
|  |                                                                                      |

|  | Toliapinidae †                    |
|  |                                   |
|  | Primates sensu stricto/Euprimates |
|  |                                   |

|  | Palenochtha minor †              |
|  |                                  |
|  | Plesiadapiformes sensu stricto † |
|  |                                  |

|  | Palenochtha weissae †                                                                |
|  |                                                                                      |
|  | \| \| Toliapinidae † \| \| \| \| \| \| Primates sensu stricto/Euprimates \| \| \| \| |
|  |                                                                                      |
|  | Toliapinidae †                                                                       |
|  |                                                                                      |
|  | Primates sensu stricto/Euprimates                                                    |
|  |                                                                                      |

|  | Toliapinidae †                    |
|  |                                   |
|  | Primates sensu stricto/Euprimates |
|  |                                   |

|                                | Eudaemonema †                                                      |
|                                |                                                                    |
| Cynocephaloidea/Apo-Dermoptera | \| \| Plagiomenidae † \| \| \| \| \| \| Cynocephalidae \| \| \| \| |
|                                | \| \| Plagiomenidae † \| \| \| \| \| \| Cynocephalidae \| \| \| \| |
|                                | Plagiomenidae †                                                    |
|                                |                                                                    |
|                                | Cynocephalidae                                                     |
|                                |                                                                    |

|  | Plagiomenidae † |
|  |                 |
|  | Cynocephalidae  |
|  |                 |

|                                | Eudaemonema †                                                      |
|                                |                                                                    |
| Cynocephaloidea/Apo-Dermoptera | \| \| Plagiomenidae † \| \| \| \| \| \| Cynocephalidae \| \| \| \| |
|                                | \| \| Plagiomenidae † \| \| \| \| \| \| Cynocephalidae \| \| \| \| |
|                                | Plagiomenidae †                                                    |
|                                |                                                                    |
|                                | Cynocephalidae                                                     |
|                                |                                                                    |

|  | Plagiomenidae † |
|  |                 |
|  | Cynocephalidae  |
|  |                 |

|                                | Eudaemonema †                                                      |
|                                |                                                                    |
| Cynocephaloidea/Apo-Dermoptera | \| \| Plagiomenidae † \| \| \| \| \| \| Cynocephalidae \| \| \| \| |
|                                | \| \| Plagiomenidae † \| \| \| \| \| \| Cynocephalidae \| \| \| \| |
|                                | Plagiomenidae †                                                    |
|                                |                                                                    |
|                                | Cynocephalidae                                                     |
|                                |                                                                    |

|  | Plagiomenidae † |
|  |                 |
|  | Cynocephalidae  |
|  |                 |

|                                | Eudaemonema †                                                      |
|                                |                                                                    |
| Cynocephaloidea/Apo-Dermoptera | \| \| Plagiomenidae † \| \| \| \| \| \| Cynocephalidae \| \| \| \| |
|                                | \| \| Plagiomenidae † \| \| \| \| \| \| Cynocephalidae \| \| \| \| |
|                                | Plagiomenidae †                                                    |
|                                |                                                                    |
|                                | Cynocephalidae                                                     |
|                                |                                                                    |

|  | Plagiomenidae † |
|  |                 |
|  | Cynocephalidae  |
|  |                 |

|  | Palenochtha minor †              |
|  |                                  |
|  | Plesiadapiformes sensu stricto † |
|  |                                  |

|  | Palenochtha weissae †                                                                |
|  |                                                                                      |
|  | \| \| Toliapinidae † \| \| \| \| \| \| Primates sensu stricto/Euprimates \| \| \| \| |
|  |                                                                                      |
|  | Toliapinidae †                                                                       |
|  |                                                                                      |
|  | Primates sensu stricto/Euprimates                                                    |
|  |                                                                                      |

|  | Toliapinidae †                    |
|  |                                   |
|  | Primates sensu stricto/Euprimates |
|  |                                   |

|  | Palenochtha minor †              |
|  |                                  |
|  | Plesiadapiformes sensu stricto † |
|  |                                  |

|  | Palenochtha weissae †                                                                |
|  |                                                                                      |
|  | \| \| Toliapinidae † \| \| \| \| \| \| Primates sensu stricto/Euprimates \| \| \| \| |
|  |                                                                                      |
|  | Toliapinidae †                                                                       |
|  |                                                                                      |
|  | Primates sensu stricto/Euprimates                                                    |
|  |                                                                                      |

|  | Toliapinidae †                    |
|  |                                   |
|  | Primates sensu stricto/Euprimates |
|  |                                   |

|                                | Eudaemonema †                                                      |
|                                |                                                                    |
| Cynocephaloidea/Apo-Dermoptera | \| \| Plagiomenidae † \| \| \| \| \| \| Cynocephalidae \| \| \| \| |
|                                | \| \| Plagiomenidae † \| \| \| \| \| \| Cynocephalidae \| \| \| \| |
|                                | Plagiomenidae †                                                    |
|                                |                                                                    |
|                                | Cynocephalidae                                                     |
|                                |                                                                    |

|  | Plagiomenidae † |
|  |                 |
|  | Cynocephalidae  |
|  |                 |

|                                | Eudaemonema †                                                      |
|                                |                                                                    |
| Cynocephaloidea/Apo-Dermoptera | \| \| Plagiomenidae † \| \| \| \| \| \| Cynocephalidae \| \| \| \| |
|                                | \| \| Plagiomenidae † \| \| \| \| \| \| Cynocephalidae \| \| \| \| |
|                                | Plagiomenidae †                                                    |
|                                |                                                                    |
|                                | Cynocephalidae                                                     |
|                                |                                                                    |

|  | Plagiomenidae † |
|  |                 |
|  | Cynocephalidae  |
|  |                 |

|                                | Eudaemonema †                                                      |
|                                |                                                                    |
| Cynocephaloidea/Apo-Dermoptera | \| \| Plagiomenidae † \| \| \| \| \| \| Cynocephalidae \| \| \| \| |
|                                | \| \| Plagiomenidae † \| \| \| \| \| \| Cynocephalidae \| \| \| \| |
|                                | Plagiomenidae †                                                    |
|                                |                                                                    |
|                                | Cynocephalidae                                                     |
|                                |                                                                    |

|  | Plagiomenidae † |
|  |                 |
|  | Cynocephalidae  |
|  |                 |

|                                | Eudaemonema †                                                      |
|                                |                                                                    |
| Cynocephaloidea/Apo-Dermoptera | \| \| Plagiomenidae † \| \| \| \| \| \| Cynocephalidae \| \| \| \| |
|                                | \| \| Plagiomenidae † \| \| \| \| \| \| Cynocephalidae \| \| \| \| |
|                                | Plagiomenidae †                                                    |
|                                |                                                                    |
|                                | Cynocephalidae                                                     |
|                                |                                                                    |

|  | Plagiomenidae † |
|  |                 |
|  | Cynocephalidae  |
|  |                 |

|  | Palenochtha minor †              |
|  |                                  |
|  | Plesiadapiformes sensu stricto † |
|  |                                  |

|  | Palenochtha weissae †                                                                |
|  |                                                                                      |
|  | \| \| Toliapinidae † \| \| \| \| \| \| Primates sensu stricto/Euprimates \| \| \| \| |
|  |                                                                                      |
|  | Toliapinidae †                                                                       |
|  |                                                                                      |
|  | Primates sensu stricto/Euprimates                                                    |
|  |                                                                                      |

|  | Toliapinidae †                    |
|  |                                   |
|  | Primates sensu stricto/Euprimates |
|  |                                   |

|  | Palenochtha minor †              |
|  |                                  |
|  | Plesiadapiformes sensu stricto † |
|  |                                  |

|  | Palenochtha weissae †                                                                |
|  |                                                                                      |
|  | \| \| Toliapinidae † \| \| \| \| \| \| Primates sensu stricto/Euprimates \| \| \| \| |
|  |                                                                                      |
|  | Toliapinidae †                                                                       |
|  |                                                                                      |
|  | Primates sensu stricto/Euprimates                                                    |
|  |                                                                                      |

|  | Toliapinidae †                    |
|  |                                   |
|  | Primates sensu stricto/Euprimates |
|  |                                   |

## Los colugos y los humanos
El modo de vida de los colugos hace difícil contar o estimar su población, pero el colugo malayo es más numeroso que el filipino. Ambas especies se consideran a veces plagas, ya que se instalan en las plantaciones de cocoteros como sucesores de cultivos y se alimentan de las flores de las plantas de coco o de los brotes.
Se ha registrado una elevada pérdida de población debido a la caza, en particular en el caso del colugo filipino, que es cazado por su suave pelaje y su carne, considerada un manjar en algunos lugares. El colugo malayo se caza principalmente porque causa daños a las plantaciones. Suele ser fácil, ya que los animales suelen elegir rutas similares o idénticas cada noche. Los filipinos apuntan con armas a distancia, normalmente arcos y flechas, a los lugares de aterrizaje habituales de los animales y disparan en cuanto aterrizan. La deforestación constante de las selvas tropicales del archipiélago del Sudeste Asiático es otra amenaza. No obstante, la UICN clasifica a ambas especies como no amenazadas (preocupación menor, a partir de 2008).